# On a Roll (chanson)
Cet article concerne la chanson d’Ashley O. Pour l’opus des Point Blank, voir On a Roll (album).
Singles par Miley Cyrus
Mother's Daughter
(2019) Slide Away (en)
(2019)
On a Roll est une chanson de l’artiste américaine Miley Cyrus, interprétée sous le pseudonyme d’Ashley O. Elle apparait dans le troisième et dernier épisode de la cinquième saison de la série télévisée britannique Black Mirror, intitulé Rachel, Jack et Ashley Too. L’épisode est diffusé originellement le 5 juin 2019, après quoi le morceau a été distribué commercialement en tant que single le 14 juin 2019, sous les labels RCA Records et Null Corporation. Arrangée par le trio de producteurs The Invisible Men, la piste incorpore des éléments de la chanson Head Like a Hole du groupe de rock américain Nine Inch Nails, issue de leur premier album studio, Pretty Hate Machine (1989). De ce fait, le meneur du groupe, Trent Reznor, est mentionné dans les crédits d’On a Roll en tant que compositeur. Sa face B, Right Where I Belong, est une édition remaniée du titre éponyme des Nine Inch Nails, cette fois-ci extrait de leur quatrième opus, With Teeth (2005). Reznor avait lui-même donné son accord aux scénaristes de l’émission quant à réadapter ses propres chansons et en a profité pour lancer des produits dérivés ayant pour thème l’esthétique de Black Mirror, afin de coïncider avec la diffusion de l’épisode.

## Clip vidéo
Réalisé par Anne Sewitsky, le vidéoclip d’On a Roll est publié le 13 juin 2019 sur la chaîne YouTube de Netflix.

## Liste des éditions
- Téléchargement numérique

1. On a Roll – 2:34
2. Right Where I Belong – 2:11

## Crédits
| - Miley Cyrus - chant - Chiara Hunter - chœurs - The Invisible Men - production, ingénierie du mixage - Dylan Cooper - claviers, programmation - George Astasio - claviers, programmation - Jason Pebworth - claviers, programmation - Jon Shave - claviers, programmation, ingénierie audio - Murray C. Anderson - ingénierie audio - Jethro Harris - assistant ingénierie |